# Hermann Johannes Grote
Hermann Johannes Grote (Sint-Petersburg in Rusland, 7 juli 1882 – Berlijn (DDR), 12 augustus 1951) was een Duitse ornitholoog die in 1908, na een korte studie dierkunde aan de  universiteit van Tübingen, begon als ondernemer in Duits-Oost-Afrika. Daar legde hij zich toe op de bestudering van vogels en daarover schreef hij een groot aantal artikelen. Kort voor de Eerste Wereldoorlog kreeg hij een baan als wetenschappelijk medewerker in het Biosfeerreservaat Askania-Nova in de Oblast Cherson (Oekraine). Tijdens de oorlog werd hij door de Russen geïnterneerd en in die periode leerde hij Russisch. Na de oorlog raakte hij verbonden aan het Museum für Naturkunde in Berlijn en vertaalde hij Russische wetenschappelijke publicaties in het Duits, waardoor waardevolle vogelkundige kennis voor de westerse wereld ter beschikking kwam. Verder bleef hij publiceren over vogels in Afrika. In 1923 werd hij verkozen tot corresponderend lid van de American Ornithologists' Union. In de jaren 1930 schreef hij uitgebreid over de overwinteringsgebieden in Afrika van trekvogels uit het Palearctisch gebied en over taxonomie. Aldus beschreef Hermann Grote zes nieuwe vogelsoorten waaronder de  langstaartparadijswida (Vidua interjecta), het geslacht Cossyphicula en 27 ondersoorten, meestal uit Oost-Afrika.
- Gemeinsame Normdatei: 117564753
- International Standard Name Identifier: 0000 0003 8844 4361
- Nationale Bibliotheek van Tsjechië: xx0197941
- Nederlandse Thesaurus van Auteursnamen: 07282106X
- Virtual International Authority File: 281604895
- WorldCat: E39PBJjCW7CYG8X7wjBhV9RdwC